# Šajince
Šajince (cyr. Шајинце) – wieś w Serbii, w okręgu pczyńskim, w gminie Trgovište. W 2011 roku liczyła 60 mieszkańców.